# Station Hannover-Nordstadt
Station Hannover-Nordstadt (Haltepunkt Hannover-Nordstadt) is een spoorwegstation in de Duitse stad Hannover, stadsdeel Nordstadt,  in de deelstaat Nedersaksen. Het station ligt aan de spoorlijn Hannover - Minden en de spoorlijn Hannover - Celle.

## Geschiedenis
Het station werd tussen 1996 en 1997 naar het ontwerp van Hansjörg Göritz aan de nieuw gebouwde S-Bahn-spoorlijn Hannover Hbf - Hannover-Leinhausen als project voor de Expo 2000 gebouwd en op 1 juni 1997 voor het regionaal treinverkeer tussen Hannover en Wunstorf in gebruik genomen. Het gebouw werd in blauw geverfde sierbeton en blauwe glazen bouwstenen als langgerekte trappenhuis en liftgebouw uitgevoerd. Op de brug tussen de Engelbosteler Damm en Schulenburger Landstraße bevindt zich een halte van de stadtbahn van Hannover.
Het station verving het ongeveer 100 meter noordelijker gelegen station Hannover-Hainholz aan de spoorlijn naar Langenhagen en Wunstorf. Dit station werd op 24 mei 1998 gesloten. De ingang is dichtgemetseld en de perronoverkapping verwijderd. Vandaag de dag zijn de voormalige perrons van dit station nog te vinden tussen de sporen. 

## Ongeluk
Op 16 juni 2012 kwam op het station twee glazenwassers door elektrocutie op het leven. Een aluminimumladder was tegen de bovenleiding gevallen. In de loop van het onderzoek werd duidelijk, dat het gebruik van de ladder niet toegelaten was, maar dit werd door de glazenwassers genegeerd.

## Indeling
Het station heeft één eilandperron met twee perronsporen, deze is deels overkapt. Het perron is te bereiken via het blauwe trappenhuis en lift, deze is aangesloten op de brug tussen de straten Engelbosteler Damm en Schulenburger-Landstraße. een trap en lift vanaf de straat Herrenhäuserstraße. Op de brug is er een halte voor de stadtbahn en de bus.

## Verbindingen

### Treinverbindingen
Het station is onderdeel van de S-Bahn van Hannover, die wordt geëxploiteerd door DB Regio Nord. De volgende treinseries doen het station Hannover-Nordstadt aan:
| Serie | Treinsoort             | Route | Bijzonderheden                                |
| ----- | ---------------------- | --- | --------------------------------------------- |
| S1    | S-Bahn (DB Regio Nord) | Minden (Westf) – Haste – Seelze – Hannover-Nordstadt – Hannover Hbf – Weetzen – Barsinghausen – Haste                    |                                               |
| S2    | S-Bahn (DB Regio Nord) | Nienburg (Weser) – Seelze – Hannover-Nordstadt – Hannover Hbf – Weetzen – Barsinghausen – Haste                          | Zondags alleen Nienburg - Hannover            |
| S4    | S-Bahn (DB Regio Nord) | Bennemühlen – Hannover-Nordstadt – Hannover Hbf – Hannover Bismarckstraße – Hannover Messe/Laatzen – Hildesheim Hbf      | Bennemühlen - Hannover Hbf 2x per uur (ma-za) |
| S5    | S-Bahn (DB Regio Nord) | Hannover Flughafen – Hannover-Nordstadt – Hannover Hbf – Hannover Bismarckstraße – Hamelen – Bad Pyrmont – Paderborn Hbf | Flughafen - Hamelen 2x per uur                |
| S8    | S-Bahn (DB Regio Nord) | Hannover Flughafen – Hannover-Nordstadt – Hannover Hbf – Hannover Bismarckstraße – Hannover Messe/Laatzen                | Alleen tijdens evenementen                    |

### Stadtbahn verbindingen
Station Hannover-Nordstadt heeft ook een halte aan het stadtbahn-netwerk van Hannover. De volgende lijn doet de halte Bahnhof Nordstadt aan:
| Lijn | Route |
| ---- | --- |
| 6    | Nordhafen – Bahnhof Nordstadt – An der Strangriede – Steintor – Kröpcke – Aegidientorplatz – Braunschweiger Platz – Messe/Ost |

Hannover Hbf ·
Hannover-Nordstadt ·
Hannover-Leinhausen · 
Letter ·
Seelze ·
Dedensen/Gümmer ·
Wunstorf ·
Haste ·
Lindhorst ·
Stadthagen ·
Kirchhorsten ·
Bückeburg ·
Minden (Westf) ·
Porta Westfalica ·
Bad Oeynhausen ·
Löhne (Westf) ·
Hiddenhausen-Schweicheln ·
Herford ·
Brake ·
Bielefeld Hbf ·
Brackwede ·
Isselhorst-Avenwedde ·
Gütersloh Hbf ·
Rheda-Wiedenbrück ·
Oelde ·
Neubeckum ·
Ahlen (Westf) ·
Heessen ·
Hamm (Westf)